# Suzuki LTZ
Le LTZ 400 est un quad fabriqué par Suzuki, destiné au sport et à la compétition. Il existe en jaune, blanc et noir selon l'année de fabrication. Ce quad détient le record mondial de ventes dans cette catégorie de véhicules.
C'est en 2003 que le LTZ 400 est apparu. Il reprend la motorisation de la 400 DRZ .
Mais en 2005 avec l’engouement du quad, Suzuki va revoir à la hausse le niveau de qualité et de performance du LTZ 400.

## Moteur
- démarrage : électrique
- cylindrée : 398 cm³
- 43 ch
- 1 cylindre 4 temps
- 1 carburateur 37 mm (jusqu'en 2008)
- Injection électronique (à partir de 2009)
- taux de compression : 11,3:1
- refroidissement : liquide
- alésage × course : 90×62,6
- double arbre à cames
- 4 soupapes

## Transmission
- Boîte mécanique 5 vitesses
- embrayage mécanique
- transmission par chaîne à l'essieu arrière
- marche arrière
- La boîte de vitesses est faite de rapports courts donnant un grand pouvoir d'accélération. Même si celle-ci favorise l'accélération et non pas la vitesse maximale, ce quad sans modifications peut atteindre une vitesse de pointe de 125 km/h.

## Capacités
- poids : 168 kg
- réservoir : 10 l
- Place : 2

## Dimensions
- garde au sol : 269 mm
- hauteur de la selle : 810 mm
- longueur : 1830 mm
- largeur : 1165 mm
- hauteur : 1160 mm
- empattement: 1245 mm

## Roues, freins, cycle
- suspensions avant : Double triangulation - Débattement 215 mm (hydrauliques pour les modèles dès 2005)
- suspensions arrière : Bras oscillant - Débattement 231 mm (hydraulique pour les modèles dès 2005)
- freins avant : disques - 2 × 170 mm
- freins arrière : disque
- pneus avant : 22×7-10
- pneus arrière : 20×10-9

## Évolution
- Modèle 2005 : Amortisseur à gaz réglables
- Modèle 2009 : Injection électronique , +1 kg, esthétique et châssis inspirés du LTR 450